# Liste der Monuments historiques in La Chapelle-des-Pots
Die Liste der Monuments historiques in La Chapelle-des-Pots führt die Monuments historiques in der französischen Gemeinde La Chapelle-des-Pots auf.

## Liste der Bauwerke
| Bezeichnung               | Beschreibung                             | Standort                     | Kennzeichnung | Schutzstatus | Datum | Bild |
| ------------------------- | ---------------------------------------- | ---------------------------- | ------------- | ------------ | ----- | ---- |
| Four de potier Varoqueaux | Keramikbrennofen aus dem 18. Jahrhundert | Route des Guilloteaux (Lage) | PA17000086    | Inscrit      | 2011  |      |

## Liste der Objekte

### Kirche St-Front
| Bezeichnung | Beschreibung                                                           | Standort | Kennzeichnung | Schutzstatus | Datum | Bild |
| ----------- | ---------------------------------------------------------------------- | -------- | ------------- | ------------ | ----- | ---- |
| Hochaltar   | Altar, Tabernakel und Altarstufen; Nussbaum und Eiche, 18. Jahrhundert | (Lage)   | PM17001495    | Inscrit      | 1986  |      |
| Kasel Nr. 1 | Seide, 19. Jahrhundert                                                 | (Lage)   | PM17001496    | Inscrit      | 1986  |      |
| Kasel Nr. 2 | Seide, 19. Jahrhundert                                                 | (Lage)   | PM17001497    | Inscrit      | 1986  |      |
| Kasel Nr. 3 | Seide, 19. Jahrhundert                                                 | (Lage)   | PM17001498    | Inscrit      | 1986  |      |